# Centema angolensis
Centema angolensis är en amarantväxtart som beskrevs av Joseph Dalton Hooker. Centema angolensis ingår i släktet Centema och familjen amarantväxter. Inga underarter finns listade i Catalogue of Life.